# Attila Sudár
Attila Sudár (* 11. April 1954 in Budapest) ist ein ehemaliger ungarischer Wasserballspieler. Er war mit der ungarischen Nationalmannschaft Olympiasieger 1976 und Olympiadritter 1980. Außerdem war er Weltmeisterschaftszweiter 1978 und 1982 sowie Europameister 1977.

## Karriere
Der 1,87 m große Attila Sudár spielte von 1972 bis 1985 bei Orvosegyetem SC. Mit diesem Verein gewann er von 1972 bis 1974 und 1978 die ungarische Meisterschaft. Am Ende seiner Karriere war Sudár als Profi in Italien.
Von 1974 bis 1986 wirkte Sudár in 230 Länderspielen mit. Bei den Olympischen Spielen 1976 in Montreal gewann die ungarische Mannschaft die Goldmedaille vor den Italienern und den Niederländern. Sudár war in allen Spielen dabei, erzielte aber kein Tor.
Bei der Europameisterschaft 1977 siegten die Ungarn vor den Jugoslawen und den Italienern. Im Jahr darauf bei der Weltmeisterschaft 1978 in West-Berlin siegten die Italiener vor den Ungarn, wobei der direkte Vergleich mit 4:4 endete. Bei den Olympischen Spielen 1980 in Moskau erreichten die Ungarn als Gruppensieger der Vorrunde die Hauptrunde. Nach Niederlagen gegen die späteren Olympiasieger aus der Sowjetunion und die späteren Olympiazweiten aus Jugoslawien belegten die Ungarn den dritten Platz und erhielten die Bronzemedaille. Sudár warf insgesamt drei Tore.
1981 bei der Europameisterschaft in Split belegten die Ungarn den dritten Platz hinter den Mannschaften aus der Bundesrepublik Deutschland und aus der Sowjetunion. Im Jahr darauf bei der Weltmeisterschaft in Guayaquil gab es drei Gruppenphasen. Die Ungarn siegten in ihrer Vorrundengruppe und in ihrer Zwischenrundengruppe, in der Endrunde spielten sie zweimal Unentschieden. Die sowjetische Mannschaft gewann den Titel vor den ungeschlagenen Ungarn. Seine letzte internationale Medaille gewann Sudár bei der Europameisterschaft 1983, die Ungarn wurden Zweite hinter der sowjetischen Mannschaft.